# Туруш (деревня)
Туруш — деревня в Муслюмовском районе Татарстана. Входит в состав Семяковского сельского поселения.

## География
Находится в восточной части Татарстана на расстоянии приблизительно 14 км на восток-северо-восток по прямой от районного центра села Муслюмово.

## История
Основана в начале XX века, уже в 1913 году были мечеть и мектеб.

## Население
Постоянных жителей было: в 1913—355, в 1920 и 1926 — по 412, в 1938—506, в 1949—446, в 1958—428, в 1970—437, в 1979—370, в 1989—260, 215 в 2002 году (татары 99 %), 191 в 2010.